# Haemaphysalis norvali
Haemaphysalis norvali är en fästingart som beskrevs av Harry Hoogstraal och Wassef 1983. Haemaphysalis norvali ingår i släktet Haemaphysalis och familjen hårda fästingar.
Artens utbredningsområde är Zimbabwe. Inga underarter finns listade i Catalogue of Life.